# Aleurites moluccanus

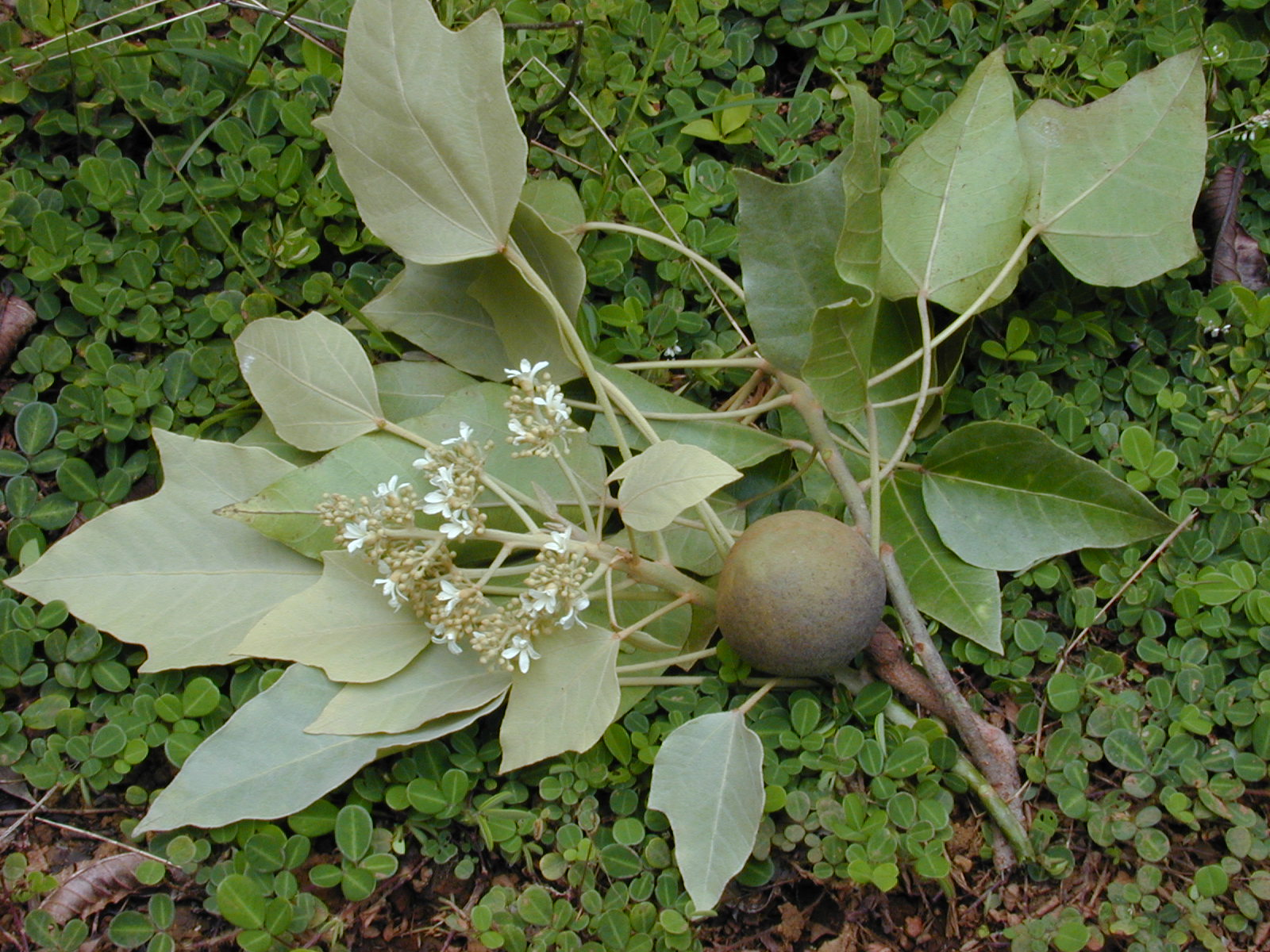
Aleurites moluccanus.

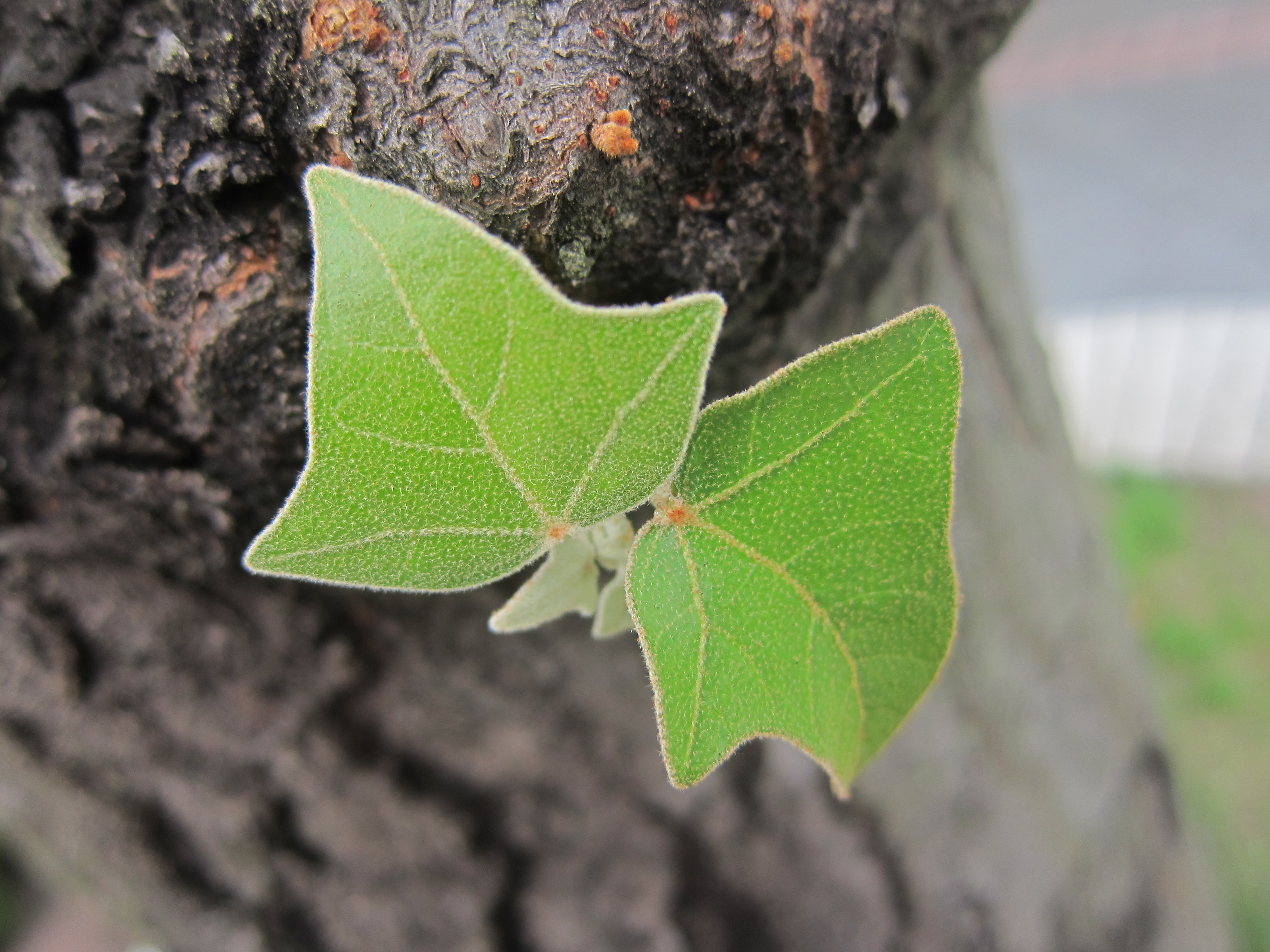
Hojas jóvenes

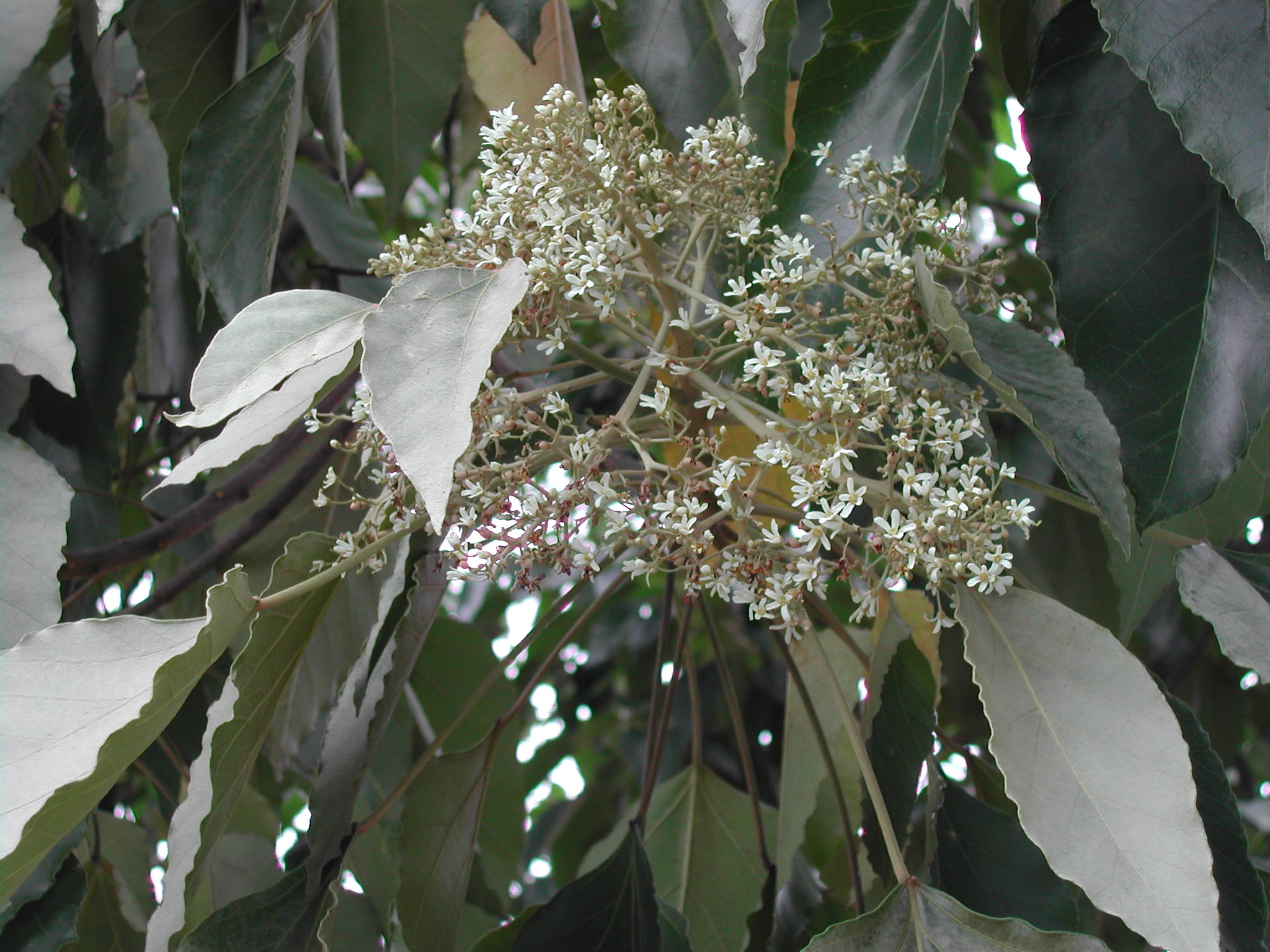
Inflorescencia

Aleurites moluccanus (nombre aceptado, aunque también aparece citada como Aleurites moluccana), nuez de la India, árbol candil o kukui, es un árbol del sur de Asia del que se obtiene un aceite que es usado como barniz. Pertenece al género Aleurites, familia Euphorbiaceae, subfamilia Crotonoideae. Su fruto, conocido como nuez de la India, se promueve falsamente como un medicamento para bajar de peso, pero es altamente tóxico y potencialmente mortal.

## Descripción
Crece hasta una altura de 15 a 25 m, con gran cantidad de ramas colgantes. Las hojas son de color verde pálido, simples y redondeadas o, raramente lobuladas, con el ápice agudo, de 10 a 20 cm de largo. La nuez es redonda, de 4 a 6 cm de diámetro, la semilla se encuentra en el interior y tiene una capa muy dura y un alto contenido de aceite.

## Fruto
El hueso del fruto es un purgante sumamente peligroso y en Hawái es usado a manera de candela. El aceite es aperitivo, ligeramente tóxico. El producto contiene diterpenos tóxicos (ésteres de forbol), que tienen efectos agudos laxantes. No tiene ninguna indicación terapéutica aceptada y las semillas también son tóxicas.
Se ofrece en el mercado negro como un producto milagroso para adelgazar, aunque la pérdida de peso es producida por dichas propiedades laxantes. La ingesta produce irritación en el estómago, seguida de vómitos y diarrea. Al contacto con la piel, se produce dermatitis.
Se trata de una planta de alto riesgo, debido a genera una reducción de potasio a nivel sanguíneo, ocasionando debilidad muscular y alteraciones cardíacas que resultan potencialmente mortales. Expertos en la materia sostienen que su consumo puede llevar a la muerte, luego de síntomas como descompensaciones, diarrea, arritmias e infartos.

### Regulación
En mayo de 2012 la Agencia Española de Medicamentos y Productos Sanitarios (AEMPS) retiró del mercado el producto Nuez de la India-Magicnuez, declarándolo ilegal por presentarse al público como dotado de propiedades supuestamente curativas, adelgazantes o contra la obesidad. El producto puede tener efectos tóxicos en su utilización a largo plazo.
En Argentina, la Administración Nacional de Medicamentos, Alimentos y Tecnología Médica (ANMAT) no ha aprobado su consumo, recomendando "la prohibición del uso y la comercialización en todo el territorio nacional".

## Taxonomía
Aleurites moluccanus fue descrita por (Carlos Linneo) Willd. y publicado en Sp. Pl. 4: 590 1805.
Sinonimia
- Jatropha moluccana L., Sp. Pl.: 1006 (1753).
- Manihot moluccana (L.) Crantz, Inst. Rei Herb. 1: 167 (1766).
- Mallotus moluccanus (L.) Müll.Arg., Linnaea 34: 185 (1865).
- Mallotus moluccanus var. genuinus Müll.Arg., Linnaea 34: 185 (1865), nom. inval.
- Rottlera moluccana (L.) Scheff., Ann. Mus. Bot. Lugduno-Batavi 4: 122 (1869).
- Camerium moluccanum (L.) Kuntze, Revis. Gen. Pl. 2: 595 (1891).
- Aleurites triloba J.R.Forst. & G.Forst., Char. Gen. Pl.: 56 (1775).
- Dryandra oleifera Lam., Encycl. 2: 329 (1786).
- Camirium cordifolium Gaertn., Fruct. Sem. Pl. 2: 194 (1791).
- Aleurites ambinux Pers., Syn. Pl. 2: 579 (1807).
- Aleurites commutata Geiseler, Croton. Monogr.: 82 (1807).
- Camirium oleosum Reinw. ex Blume, Catalogus: 104 (1823).
- Ricinus dicoccus Roxb., Fl. Ind. ed. 1832, 3: 690 (1832).
- Aleurites lanceolata Blanco, Fl. Filip.: 757 (1837).
- Aleurites lobata Blanco, Fl. Filip.: 756 (1837).
- Aleurites cordifolia (Gaertn.) Steud., Nomencl. Bot., ed. 2, 1: 49 (1840).
- Aleurites pentaphylla Wall., Numer. List: 7959 (1847), nom. inval.
- Aleurites angustifolia Vieill., Ann. Sci. Nat., Bot., IV, 16: 60 (1862).
- Aleurites integrifolia Vieill., Ann. Sci. Nat., Bot., IV, 16: 59 (1862).
- Telopea perspicua Sol. ex Seem., Fl. Vit.: 223 (1867).
- Aleurites angustifolia Vieill. ex Guillaumin, Ann. Inst. Bot.-Géol. Colon. Marseille, II, 9: 225 (1911).
- Aleurites integrifolia Vieill. ex Guillaumin, Ann. Inst. Bot.-Géol. Colon. Marseille, II, 9: 225 (1911).
- Aleurites javanica Gand., Bull. Soc. Bot. France 60: 27 (1913).
- Aleurites remyi Sherff, Publ. Field Mus. Nat. Hist., Bot. Ser. 17: 558 (1939).